# Ja sam za ples
Chansons représentant la Yougoslavie au Concours Eurovision de la chanson
Željo moja
(1986) Mangup
(1988)
Ja sam za ples (en français : Je suis partante pour une danse) est la chanson représentant la Yougoslavie au Concours Eurovision de la chanson 1987. Elle est interprétée par Novi fosili.

## Eurovision
La chanson est la vingt-et-unième et avant-dernière de la soirée, suivant Hold Me Now interprétée par Johnny Logan pour l'Irlande et précédant Moitié, moitié interprétée par Carol Rich pour la Suisse.
À la fin des votes, elle obtient 92 points et finit à la 4e place sur vingt-deux participants.